# 饒安県 (陝西省)
饒安県（じょうあん-けん）は、紀元1世紀の初めから紀元23年まで、中国の新の時代（8年 - 23年）にあった県である。現在の陝西省西安市に位置した。
前漢の杜陵県を改称した。年は不明で、次に述べる郡改変との前後関係も不明である。
はじめ京兆尹に属したが、天鳳（17年）4月に周辺の郡編成が変更になり、光尉郡に属した。
新の滅亡により、もとの杜陵県に戻った。